# Estrada (Espanha)
A Estrada (em galego, A Estrada; em espanhol, La Estrada) é um município da Espanha na província de Pontevedra, comunidade autónoma da Galiza. Tem 281 km² de área e em 2021 tinha 20 261 habitantes (densidade: 72,1 hab./km²).

## Demografia
| Variação demográfica do município entre 1991 e 2004 | Variação demográfica do município entre 1991 e 2004 | Variação demográfica do município entre 1991 e 2004 | Variação demográfica do município entre 1991 e 2004 |
| --------------------------------------------------- | --------------------------------------------------- | --------------------------------------------------- | --------------------------------------------------- |
| 1991                                                | 1996                                                | 2001                                                | 2004                                                |
| 22391                                               | 22492                                               | 22308                                               | 22217                                               |